# Eriko Tamura
Eriko Tamura é uma atriz e cantora japonesa. O programa de televisão animado Idol Densetsu Eriko foi criado como resultado de sua popularidade. O programa foi distribuído em todo o mundo, indo ao ar em países como Espanha, Itália e França. Ela cresceu em Düsseldorf, Alemanha, e morou lá por seis anos com sua família, da idade de 8 até os 13 anos de idade.

## Carreira
Tamura (que fala fluentemente Inglês, alemão e japonês) já atuou em mais de 15 filmes e séries de televisão no Japão. Ela também teve sucesso como cantora, tendo lançado 10 álbuns e 15 singles originais pela EMI. Nos EUA, Tamura tem aparecido na série Heroes da NBC como a Princesa Yaeko, a filha do ferreiro. Em 2009, Tamura ganhou o papel de protagonista Mai, no filme Dragonball Evolution da 20th Century Fox. Ela também é produtora e apresentadora da JATV. Sua autobiografia foi publicada no Japão pela Bungeishunjū em 2009. O livro detalha sua ascensão à fama.